# Marceli
Marceli – imię męskie pochodzenia łacińskiego. Wywodzi się od nazwy jednej z gałęzi rzymskiego rodu Klaudiuszów, Marcelli. Imię to bywa nadawane także w formie Marcel, jakkolwiek pojawia się ona w wydawnictwach poprawnościowych jako nieakceptowana.
Żeńskim odpowiednikiem jest Marcela.
Marceli imieniny obchodzi 16 stycznia, 19 stycznia, 19 lutego, 19 marca, 9 kwietnia, 6 czerwca, 17 lipca, 1 sierpnia, 14 sierpnia, 4 września, 30 października, 1 listopada, 26 listopada, 29 grudnia i 30 grudnia.
Znane osoby noszące imię Marceli:
- św. Marceli z Paryża (zm. 1 listopada ok. 436) – święty katolicki, biskup i jeden z patronów Paryża
- Marceli I, biskup La Seu d’Urgell (ok. 570)
- Marceli II, biskup La Seu d’Urgell (704 – 721)
- Marceli z Ancyry
- Marceli I
- Marcel Achard
- Marcelo Bielsa
- Marcel Breuer
- Marcel Dassault
- Marcel Duchamp, francuski malarz, twórca reprodukcji "Mona Lizy" z dorysowanymi wąsami
- Marcel Grandjany, francusko-amerykański harfista, kompozytor i pedagog
- Marcel Gromadowski, polski siatkarz
- Marcel Hirscher, austriacki narciarz alpejski
- Marcel Kittel, niemiecki kolarz
- Marcel Lefebvre
- Marcel Lička
- Marcello Lippi, włoski trener
- Marceli Lubomirski, książę, polityk emigracyjny
- Marcel Mauss
- Marceli Nowakowski, polski ksiądz katolicki, działacz polityczny, społeczny i oświatowy
- Marceli Nowotko, polski działacz lewicowy
- Marceli (Popiel), rosyjski biskup prawosławny pochodzenia ukraińskiego, odegrał decydującą rolę w procesie likwidacji unickiej diecezji chełmskiej
- Marcel Sabitzer
- Marcel Proust, pisarz francuski
- Marcel Łoziński, polski reżyser
- Marcel Sabat, polski aktor
- Marcel Desailly, francuski piłkarz
- Marceli Wieczorek,
- Marceli Zenopolski, polski aktor
- Marcello Mastroianni, aktor włoski.

## Miejscowości
- Marcel – część miasta Radlin